# Ezel
Az Ezel – Bosszú mindhalálig egy 2009 és 2011 között vetített török drámasorozat, melyet eredetileg a Show TV vetített, 2010-től pedig az ATV-n volt látható. 2011 tavaszától Magyarországon az RTL Klub vetítette, majd az RTL II-n, vágatlanul volt látható. A sorozat Törökországban rendkívüli népszerűségnek örvendett, 2010-ben az İsmail Cem Televíziós Díjkiosztón összesen kilenc díjat nyert el, többek között a legjobb drámai sorozat és a legjobb zene díját is. A sorozat egyben a legdrágábban külföldre vitt török sorozat, epizódonként akár 20 000 dolláros árral és eddig több mint 70 országban vetítették le.[forrás?] Magyarországon az epizódokat kettős bontásban vetítették, így ami Törökországban eredetileg egy epizódként került képernyőre, Magyarországon két külön epizódként futott. Ez volt az első török sorozat, amelyet magyar szinkronnal is bemutattak.[forrás?]

## Történet
Ömer Uçar egy kedves, jóravaló, barátait mindenben maximálisan segítő fiatalember. Egy nap azonban óriásit kell csalódnia: legjobb barátai és szerelme, a gyönyörű, de hányatott sorsú Eyşan kegyetlen játékot űzve csapdába csalják. Ömert elítéli a bíróság olyasmiért, amit a barátai követtek el. Egy börtönlázadás során sikerül megszöknie, s a börtönben megismert idős gengszterfőnök, Ramiz segítségével új külsőt öltve évekkel később visszatér Törökországba, hogy bosszút álljon.

## Szereplők
| Szerep                                 | Színész            | Szinkronhang           |
| -------------------------------------- | ------------------ | ---------------------- |
| Ezel Bayraktar                         | Kenan İmirzalıoğlu | Viczián Ottó           |
| Eyşan Tezcan Atay                      | Cansu Dere         | Németh Borbála         |
| Cengiz Atay                            | Yiğit Özşener      | Dányi Krisztián        |
| Ali Kırgız                             | Barış Falay        | Galbenisz Tomasz       |
| Bahar Tezcan                           | Sedef Avcı         | Molnár Ilona           |
| Ramiz Karaeski                         | Tuncel Kurtiz      | Versényi László        |
| Azad Karaeski                          | Burçin Terzioğlu   | Závodszky Noémi        |
| Şebnem Sertuna                         | Bade İşçil         | Bertalan Ágnes         |
| Kamil Çamlıca                          | Güray Kip          | Várday Zoltán          |
| Ömer Uçar                              | İsmail Filiz       | Varga Gábor            |
| Tevfik Zaim (Tefo)                     | Sarp Akkaya        | Seder Gábor            |
| Serdar Tezcan                          | Salih Kalyon       | Forgács Gábor          |
| Kenan Birkan                           | Haluk Bilginer     | Harmath Imre           |
| Meliha Uçar                            | İpek Bilgin        | Zsurzs Kati            |
| Mümtaz Uçar                            | Bayazit Gülercan   | Pálfai Péter           |
| Mert Uçar                              | Kemal Uçar         | Szabó Máté             |
| Can Uçar                               | Utku Barış Serma   | Bogdán Gergő           |
| Temmuz Kocaoğlu (=Mustafa Eskici)      | Riza Kocaoğlu      | Pintér Gábor Attila    |
| Bade Uysal                             | Berrak Tüzünataç   | Makay Andrea           |
| fiatal Ramiz Karaeski                  | Ufuk Bayraktar     | Molnár Levente         |
| fiatal Kenan Birkan                    | Cahit Gök          | Kossuth Gábor          |
| Selma Hünel                            | Nurhan Özenen      | Bede-Fazekas Annamária |
| fiatal Selma Hünel                     | Zeynep Köse        | Pikali Gerda           |
| Kaya Bey                               | Levent Can         | Végh Péter             |
| Hayratlı Sait                          | Hüseyin Soysalan   | Borbiczki Ferenc       |
| Sekiz Karaeski                         | Kıvanç Tatlıtuğ    | Csík Csaba Krisztián   |
| felnőtt Can Uçar (az utolsó epizódban) | Hakan Kurtaş       | Joó Gábor              |
| Nükhet Özbağ                           | Begüm Benian       |                        |
| Yusuf Eğir (fiatal)                    | Çağdaş Tekelioğlu  |                        |
| Yusuf Eğir                             | Taner Turan        | Barbinek Péter         |
| Ali Kırgız (fiatal)                    | Ali Yücel Küçük    | Penke Bence            |
| Damla Birkan                           | Pınar Göktaş       |                        |
| rendőrtiszt                            | Murat Aydın        |                        |